# バリノマイシン
バリノマイシン(Valinomycin)は、ドデカデプシペプチド系抗生物質である。S. tsusimaensisやS. fulvissimus等のストレプトマイセス属の菌株から得られる。
電荷を持たない残基のみから構成される中性イオノフォアである。L-バリン・D-α-ヒドロキシイソ吉草酸・D-バリン・乳酸からなる単位構造が3回繰り返されて環を形成しており、残基間はアミド結合とエステル結合によって交互に連結されている。細胞膜内で、ナトリウムイオンと比較して、カリウムイオンに対する強い選択性を持つ。カリウム特異的なトランスポーターとして働き、脂質膜を通してカリウムイオンが電気化学勾配に従って移動するのを助ける。カリウム-バリノマイシン複合体の平衡定数Kは106であるのに対し、ナトリウム-バリノマイシン複合体ではたったの10である。この違いは、生体系においてカリウムイオンの輸送への選択性を維持するのに重要である。

## 構造
12個のアミノ酸とエステルが交互に結合して大員環を形成するドデカデプシペプチドである。12個のカルボニル基は金属イオンの結合と極性溶媒への溶媒和に必須である。側鎖のイソプロピル基及びメチル基によって非極性溶媒にも溶解する。その形や大きさとともに、この分子の二重性は、結合性能の大きな理由になっている。
イオンがイオノフォアと結合するためには、その水和水を離さなければならない。バリノマイシンはK+イオンに対し、バリン由来の6個のカルボニル基を八面体状に配位させることで安定化する。結合部位の半径は1.33 Åでカリウムイオンの半径に近く、水和水との結合を切断するのに十分な強さの結合を形成できる。これに対し、Na+イオンの半径は0.95 Åとかなり小さく、水和水を離すほど十分に強い結合を形成できない。これにより、Na+イオンと比較してK+イオンに対する選択性は1万倍に達している。
バリノマイシンは、極性溶媒中では溶媒に対してカルボニル基側を向け、非極性溶媒中ではイソプロピル基側を向ける。この配位はカリウムイオンとの結合で変化し、分子はイソプロピル基を外側に向けたまま固定される。分子振動の影響のため完全に”固定”されているわけではないが、分子全体にある程度の配向性が与えられる。

## 利用
近年、バリノマイシンは、ベロ細胞へのSARSコロナウイルスの感染に対して最も強力な薬剤であることが報告された。
バリノマイシンは、カリウム選択電極の非金属均質化剤として用いられる。
また、実験に電気化学勾配の破壊が必要な場合に、膜小胞とともに用いられる。